# Orfeu Negro
Orfeu Negro är en brasiliansk-fransk-italiensk dramafilm från 1959 i regi av fransmannen Marcel Camus. Filmen bygger på pjäsen Orfeu da Conceição(pt) av Vinicius de Moraes. Handlingen utspelar sig i en modern brasiliansk favela (kåkstad) i Rio de Janeiro, under den årliga karnevalen.

## Om filmen
Filmen är särskilt känd för sitt soundtrack av två brasilianska kompositörer: Antônio Carlos Jobim, vars sång "A felicidade" spelas i början av filmen; och av Luiz Bonfá. Filmen har vunnit flera priser, däribland Guldpalmen vid filmfestivalen i Cannes och en Oscar för bästa utländska film.
Orfeu Negro har visats i SVT, bland annat 1980, 1986, 2011 och i april 2025.

## Medverkande
- Breno Mello – Orfeu
- Marpessa Dawn – Eurydice
- Marcel Camus – Ernesto
- Fausto Guerzoni – Fausto
- Lourdes de Oliveira – Mira
- Léa Garcia – Serafina
- Adhemar da Silva – Döden
- Alexandro Constantino – Hermes
- Waldemar De Souza – Chico
- Jorge Dos Santos – Benedito
- Aurino Cassiano – Zeca